# هي-في راش
هي-في راش، هي لعبة فيديو أكشن إيقاعية، طورت من طرف تانغو جيم وركس، ونشرت من طرف بيثيسدا سوفت ووركس، أطلقت في الأسواق العالمية بتاريخ 25 يناير 2023 على نظام مايكروسوفت ويندوز، ونظام إكس بوكس سيريس إكس وإس، اللغة العربية من ضمن اللغات التي تدعمها اللعبة.

## القصة
تشاي، رجل يبلغ من العمر 25 عامًا يعاني من إعاقة في ذراعه اليمنى ويحلم بأن يصبح نجم موسيقى الروك، يصل إلى حرم شركة فانديلاي للتكنولوجيات، للتطوع في مشروع أرمسترونغ، وهو برنامج اختبار لاستبدال الأطراف الإلكترونية. دون علم تشاي، قام الرئيس التنفيذي كالي فانديلاي بتعيين تشاي سرًا ليكون جامع قمامة لإدارة نفايات الشركة. بينما تكون عملية استبدال أطراف تشاي على وشك البدء، يتخلص كالي من مشغل موسيقى لتشاي، الذي يقع عن طريق الخطأ في صدره ويندمج معه أثناء العملية، مما يجعله يشعر بارتباط موسيقي مع محيطه. نتيجة للحادث الذي وقع بسبب إهمال كالي، تم تصنيف تشاي على أنه عيب وتلاحقه قوات الأمن الآلية في المنشأة. وتتصاعد الأحداث.
يكتشف "تشاي" أن ذراعه الجديدة يمكنها نشر عصا التقاط كهرومغناطيسية، كانت مخصصة في الأصل لجمع القمامة، والتي يستخدمها لصنع سلاح يشبه القيثارة.
تكشف أحداث اللعبة التي تلت القصة الرئيسية عن أبواب غامضة حول الحرم الجامعي. بعد أن حقق تشاي معهم، اكتشف بيبرمنت غرفة مركزية سرية أسفل برج فانديلاي، والتي تضم وحدة سبيكترا الثانية. بمجرد أن يجتاز تشاي التحديات في الغرفة، يجد الوحدة، لكنه يكتشف أن سبيكترا تم إعدادها لإعادة التشغيل من تلقاء نفسها، باستخدام جهود المجموعة كمنصة انطلاق لهذا المسعى. يكشف الذكاء الاصطناعي، الذي يظهر كنسخة طبق الأصل من كالي، أن التنشيط كان عبارة عن خطة احتياطية في حالة إحباط خططها. ومع ذلك، يتم إيقاف تشغيل سبيكترا فجأة بعد أن يقوم روبوت التنظيف بسحب قابس الطاقة عن طريق الخطأ. يعلن تشاي أن المشكلة قد تم حلها ويترك ملاحظة تحذيرية بعدم لمس القابس المريوط به.